# Rue Sœur-Catherine-Marie
La rue Sœur-Catherine-Marie est une voie du 13e arrondissement de Paris située dans le quartier de la Maison-Blanche.

## Situation et accès
La rue Sœur-Catherine-Marie est desservie à proximité par la ligne 6 à la station Glacière.

## Origine du nom
Cette rue tient son nom de la sœur Catherine-Marie, née Renée Lechartier, (-1971), petite sœur dominicaine, garde-malade des pauvres de la paroisse de la basilique du Sacré-Cœur de Montmartre.

## Historique
La voie est créée en 1977 dans le cadre de l'aménagement de l'ilot insalubre n°13 sous le nom provisoire de « voie AB/13 » et prend sa dénomination actuelle par arrêté municipal du 30 décembre 1977.